# Чемпионат РСФСР по хоккею с шайбой 1948/1949
Второй чемпионат РСФСР по хоккею с шайбой был разыгран с 16 января по 3 марта 1949 года.

## Предварительный этап
Первоначально планировалось участие 23 команд, разбитых на 6 зон.  Не вышли на старт «Спартак» Кострома, «Дзержинец» Калинин, «Дзержинец» Омск, «Локомотив» Свердловск, «Динамо» Красноярск и команда Чапаевска. Вместо них сыграли ДО Свердловск и «Спартак» Красноярск. Всего участвовало 19 команд в пяти зонах.

### 1-я зона
Подмосковное «Динамо», игравшее домашние матчи в Подольске, прошло турнир без поражений, и вышло в финал.
| М | Команда           | 1        | 2        | 3       | 4        | 5        | И | В | Н | П | Ш   | О  |
| - | ----------------- | -------- | -------- | ------- | -------- | -------- | - | - | - | - | --- | -- |
| 1 | «Динамо» МО       | -        | 2:2 6:3  | 5:2 в:п | 3:2 10:5 | 10:3 7:3 | 8 | 7 | 1 | 0 | ?-? | 15 |
| 2 | «Спартак» Люберцы | 2:2 3:6  | -        | 1:4 4:1 | 11:2 5:3 | в:п ?:?  | 8 | ? | ? | ? | ?-? | ?  |
| 3 | «Спартак» Калинин | 3:6 п:в  | 4:1 1:4  | -       | 3:3 ?:?  | 3:2 ?:?  | 8 | ? | ? | ? | ?-? | ?  |
| 4 | «Динамо» Тула     | 2:3 5:10 | 2:11 3:5 | 3:3 ?:? | -        | 4:2 ?:?  | 8 | ? | ? | ? | ?-? | ?  |
| 5 | «Динамо» Воронеж  | 3:10 3:7 | п:в ?:?  | 2:3 ?:? | 2:4 ?:?  | -        | 8 | ? | ? | ? | ?-? | ?  |

### 2-я зона
Ивановское «Динамо», проиграв только один матч, вышло в финал.
| М | Команда                    | 1       | 2        | 3        | 4       | 5        | И | В | Н | П | Ш   | О  |
| - | -------------------------- | ------- | -------- | -------- | ------- | -------- | - | - | - | - | --- | -- |
| 1 | «Динамо» Иваново           | -       | 1:5 7:2  | 4:1 в:п  | 6:5 в:п | 9:1 в:п  | 8 | 7 | 0 | 1 | ?-? | 14 |
| 2 | «Спартак» Иваново          | 5:1 2:7 | -        | 4:10 ?:? | 4:1 ?:? | 13:5 ?:? | 8 | ? | ? | ? | ?-? | ?  |
| 3 | «Локомотив» Вологда        | 1:4 п:в | 4:10 ?:? | -        | 4:3 ?:? | 7:7 ?:?  | 8 | ? | ? | ? | ?-? | ?  |
| 4 | «Машиностроитель» Подольск | 5:6 п:в | 1:4 ?:?  | 3:4 ?:?  | -       | 4:1 ?:?  | 8 | ? | ? | ? | ?-? | ?  |
| 5 | «Спартак» Горький          | 1:9 п:в | 5:13 ?:? | 7:7 ?:?  | 1:4 ?:? | -        | 8 | ? | ? | ? | ?-? | ?  |

### 3-я зона
| М | Команда                     | 1        | 2       | 3        | И | В | Н | П | Ш     | О |
| - | --------------------------- | -------- | ------- | -------- | - | - | - | - | ----- | - |
| 1 | «Трудовые резервы» Куйбышев | -        | 6:2 3:2 | 4:1 13:4 | 4 | 4 | 0 | 0 | 26-9  | 8 |
| 2 | «Большевик» Саратов         | 2:6 2:3  | -       | 6:4 5:4  | 4 | 2 | 0 | 2 | 15-17 | 4 |
| 3 | «Спартак» Пенза             | 1:4 4:13 | 4:6 4:5 | -        | 4 | 0 | 0 | 4 | 13-28 | 0 |

### 4-я зона
Челябинское «Динамо» прошло зональный турнир без потерь.
| М | Команда                | 1        | 2        | 3        | 4       | И | В | Н | П | Ш   | О  |
| - | ---------------------- | -------- | -------- | -------- | ------- | - | - | - | - | --- | -- |
| 1 | «Динамо» Челябинск     | -        | 8:2 6:2  | 13:4 в:п | 9:3 6:2 | 6 | 6 | 0 | 0 | ?-? | 12 |
| 2 | «Бумажник» Краснокамск | 2:8 2:6  | -        | 11:2 8:2 | 6:5 ?:? | 6 | ? | ? | ? | ?-? | ?  |
| 3 | «Металлург» Серов      | 4:13 п:в | 2:11 2:8 | -        | 8:7 ?:? | 6 | ? | ? | ? | ?-? | ?  |
| 4 | ДО Свердловск          | 3:9 2:6  | 5:6 ?:?  | 7:8 ?:?  | -       | 6 | ? | ? | ? | ?-? | ?  |

### 5-я зона
| М | Команда              | 1         | 2         | И | В | Н | П | Ш    | О |
| - | -------------------- | --------- | --------- | - | - | - | - | ---- | - |
| 1 | «Динамо» Новосибирск | -         | 19:0 15:0 | 2 | 2 | 0 | 0 | 34-0 | 0 |
| 2 | «Спартак» Красноярск | 0:19 0:15 | -         | 2 | 0 | 0 | 2 | 0-34 | 0 |

## Финал
Матчи, изначально планировавшиеся в Казани, прошли с 27 февраля по 3 марта на стадионе «Пищевик» в Новосибирске. Челябинцам в матче с подмосковной командой было засчитано техническое поражение за участие игроков «Дзержинца».
| М | Команда                     | 1    | 2    | 3   | 4   | 5   | И | В | Н | П | Ш     | О |
| - | --------------------------- | ---- | ---- | --- | --- | --- | - | - | - | - | ----- | - |
|   | «Динамо» Новосибирск        | -    | 10:6 | 6:1 | 7:3 | 6:0 | 4 | 4 | 0 | 0 | 29-10 | 8 |
|   | «Динамо» МО                 | 6:10 | -    | +:- | 6:2 | 3:0 | 4 | 3 | 0 | 1 | 15-12 | 6 |
|   | «Динамо» Челябинск          | 1:6  | -:+  | -   | 6:4 | 2:3 | 4 | 1 | 0 | 3 | 9-13  | 2 |
| 4 | «Динамо» Иваново            | 3:7  | 2:6  | 4:6 | -   | 2:1 | 4 | 1 | 0 | 3 | 11-20 | 2 |
| 5 | «Трудовые резервы» Куйбышев | 0:6  | 0:3  | 3:2 | 1:2 | -   | 4 | 1 | 0 | 3 | 4-13  | 2 |

### Состав чемпионов
Михаил Судомоев;

Хамид Исламов, Александр Палкин, Александр Ларионов, Михаил Крылов, Валентин Кузин, Василий Салков, Владимир Батурин, Борис Архипов, Владимир Кузьмин, Пётр Попов, Александр Швецов, Вячеслав Гладков, Александр Попрядухин.

Тренер: Григорий Сентюрин.